# Nupserha basipilosa
Nupserha basipilosa är en skalbaggsart som beskrevs av Holzschuh 1986. Nupserha basipilosa ingår i släktet Nupserha och familjen långhorningar.
Artens utbredningsområde är Nepal. Inga underarter finns listade i Catalogue of Life.